# Rollmatratze
Eine Rollmatratze ist eine unter Kompression in Rollenform gewickelte Matratze. Der größte Teil der auf dem Markt anzutreffenden Rollmatratzen wurde in einer RollPack-Maschine verpackt, die die Matratze rollt und dann in einen verhältnismäßig kleinen Beutel einschiebt. Einmal ausgepackt, kann die Rollmatratze allerdings vom Kunden nicht wieder gerollt werden, weil die Maschine sie mit sehr großen Kräften rollt. Um eine Matratze so flach zu drücken, wie die Maschine es beim Rollen schafft, braucht man je nach Matratze zwischen 40.000 und 250.000 Newton. Das entspricht der Gewichtskraft einer Masse von 4 bis 25 Tonnen. Abgesehen vom Vorteil beim Transport verringert das Rollen vor allem den Verpackungsabfall.

## Matratzenarten
Rollmatratzen sind meist Schaumstoffmatratzen, weniger häufig Latexmatratzen. Das Verpackungsverfahren ist auch mit Einschränkungen für Federkernmatratzen anwendbar.

### Schaumstoffmatratzen
Schaumstoffmatratzen machen die Hauptmenge von Rollmatratzen aus, wobei der Schaumstoff bestimmten Mindestanforderungen an seine Qualität genügen muss, damit die Matratze nach dem Auspacken wieder ihr volles Volumen einnimmt, und in ihren Federungseigenschaften unverändert bleibt, bzw. sich nur unmerklich verändert. Für Polyurethanschäume gilt als Faustregel ein Raumgewicht von 30 bis 35 kg/m³ als Untergrenze. Die möglichen Kompressionsgrade gehen bis zu Faktor fünf, bei hochwertigen Schäumen (hohes Raumgewicht gleich viel Kunststoff und weniger Luft) allerdings nur bis ca. ein Drittel des Ausgangsvolumens.

### Latexmatratzen
Latexmatratzen sind erheblich empfindlicher gegenüber der Kompression als PU-Schaum, sowohl der Kompressionsfaktor muss geringer gewählt werden als auch die Lagerzeit und die Lagertemperatur strenger begrenzt werden. Als Faustregel sollte Latex nicht mehr als auf ein Drittel seines Originalvolumens komprimiert werden, und so auch nicht zu lange Zeit eingelagert sein. Eine große Rolle spielt auch die Latexsorte. Ein Latexschaum mit höherem Prozentsatz von Naturlatexbeimischung verträgt die Kompression besser. Auch die Aufschäumverfahren tragen zur Kompressionsresistenz bei: Talalay-Latex erholt sich besser als nach anderen Verfahren aufgeschäumte Latices. Ausgesprochen gefährlich (für den Hersteller, der seine Matratzen so verpackt) ist hohe Temperatur: Ein Container voll Rollmatratzen aus Latex, der oben auf dem Schiff mit direkter Sonneneinstrahlung über den Äquator transportiert wird, wird mit hoher Wahrscheinlichkeit als Reklamationsware zurückkommen, weil die Matratzen nach dem Auspacken nicht mehr ihr volles Volumen erreichen: die hohe Temperatur revulkanisiert den Latexschaum in komprimiertem Zustand.

### Federkernmatratzen
Auch Federkernmatratzen können gerollt werden, allerdings mit einer Vorbereitung: Unter Verwendung des Verfahrens der Vakuumverpackung muss die Matratze zuerst flach liegend komprimiert werden, und kann dann erst gerollt werden. Sonst besteht die Gefahr, dass die Federn des Federkernes sich verhaken. Jedoch auch mit starker Flachkompression bleibt beim Aufrollen ein gewisser Ebenenverschub zwischen Ober- und Unterseite der Matratze.

## Verfahren
RollPack ist die Typenbezeichnung für eine Maschine, die eine Matratze in eine Rolle komprimiert verpackt, also eine Rollmatratze herstellt. Die Maschine wurde 1996 von einer Mannheimer Firma zum Patent angemeldet. Der Begriff wird aber zunehmend auch für Maschinen anderer Hersteller gebraucht, die ebenfalls eine Matratze komprimieren und in einer Rolle verpacken. Dabei kommen unterschiedliche Verfahren zur Anwendung. Das Verpacken von Schaumstoffmatratzen komprimiert in einer Rolle gibt es schon lange, hat aber nach Erscheinen der „RollPack“ einen enormen Aufschwung erfahren. Große Distributoren wie Ikea liefern bestimmte Matratzen seitdem zunehmend gerollt aus. Bei allen Verfahren steht am Ende eine Matratze, die durch Kompression die darin eingeschlossene Luft „ausgeatmet“ hat, also erheblich an Volumen verloren hat. Die Verfahrensunterschiede betreffen nur den Weg dorthin, haben allerdings Einfluss auf die Kosten und die Menge an Plastikfolie der Verpackung.

### Vakuumverpackung
Bei der Vakuumverpackung wird die Matratze in einen Beutel aus Plastikfolie gesteckt. Dann wird die so vorverpackte Matratze in eine Presse gelegt und bei offenem Beutelende gepresst. Die Luft entweicht. Danach wird das offene Beutelende luftdicht zugeschweißt. Die so entstandene Vakuumpackung wird dann (maschinell oder von Hand) gerollt und in einen Außenbeutel eingeschoben. Die Vakuumpackung kann (aufgrund der verwendeten Folie) normalerweise nicht auf Dauer dicht sein, die Matratze kann sich aber nicht wieder ausdehnen, da der Außenbeutel sie in der Rollenform hält. Eine Variante besteht darin, dass am luftdicht verschweißten Beutelende ein langer offener Folienschweif bleibt, der dann nach dem Aufrollen in einer Maschine mit der Rolle selbst verschweißt wird.
Folienverbrauch für Matratze 1 × 2 m: ca. 6 m².

### Matratze mit Folie wickeln
Die Matratze wird gegen eine Folienwand geschoben, die unten freihängt. Mit dieser Folie schiebt man sie in eine geöffnete Rollentrommel, die sich dann schließt. Die Rollen werden dann angetrieben, um die Matratze spiralig einzurollen. Dabei zieht die Matratze die Folie von oben von einer Vorratsrolle ab, bis sie ganz in der Rollentrommel ist. Dann wird die Folie abgeschnitten, und so von der Vorratsrolle getrennt. So entsteht eine Rolle, bei der die Matratze mit Folie umwickelt ist. Das freie Ende der Folie wird durch Umwickeln der Rolle mit Klebebändern gesichert, oder auf der Rolle festgeklebt, oder festgeschweißt. In einer Variante dieser Anwendung wird statt in einer Rollentrommel um eine Achse mit starker Andruckrolle gewickelt.
Folienverbrauch für Matratze 1 × 2 m: ca. 6 m².

### Rollpacken
Die Maschine zieht die Matratze in eine Rollentrommel ein, in der sie spiralig aufgerollt wird. Die Kompression der Matratze geschieht beim Aufrollen ohne Folie. Dann schiebt ein Schieber diese Rolle in axialer Richtung aus. Beim Weg aus der Maschine passiert die gerollte Matratze einen Rohrstutzen, über den der Bediener vorher einen Beutel passender Größe gestülpt hat. Die Matratze zieht den Beutel vom Rohrstutzen ab und landet so in Rollenform im Beutel. Dieser wird durch einen Clip, oder durch Klebeband oder durch Verschweißen verschlossen. Die Matratze wird also weder umwickelt, noch vorkomprimiert.
Folienverbrauch für Matratze 1 × 2 m: ca. 1,5 m².